# Mielec Fabryka
Mielec Fabryka – towarowa stacja kolejowa w Mielcu, w województwie podkarpackim, w Polsce.